# Kočí
Kočí település Csehországban, a Chrudimi járásban. Kočí Chrudim, Honbice, Orel, Nabočany, Vejvanovice és Dolní Bezděkov településekkel határos. Lakosainak száma 724 fő (2024. január 1.).

## Népesség
A település lakosságának változását az alábbi diagram mutatja:
| Lakosok száma | 630  | 731  | 842  | 576  | 501  | 577  | 624  | 640  | 694  | 724  |
|               | 1869 | 1890 | 1921 | 1950 | 1980 | 2001 | 2017 | 2019 | 2022 | 2024 |